# Robert Young
Robert Young (Chicago, 22 de fevereiro de 1907 — Westlake Village, Califórnia, 21 de julho de 1998) foi um ator estadunidense.

## Biografia
Nascido em Chicago, Illinois, Young era filho de um imigrante irlandês (Thomas E. Young) e uma americana (Margaret Fife). Quando era criança, a família se mudou para Seattle e depois para Los Angeles, onde estudou na Abraham Lincoln High School. Após a formatura, ele estudou e se apresentou no Pasadena Playhouse, enquanto trabalhava fazendo bicos e aparecendo em pequenos papéis em filmes mudos.
Enquanto fazia uma turnê com a uma companhia que produzia a peça de "The Ship", Young foi descoberto por um caçador de talentos da MGM e assinou um contrato. Ele fez sua estréia cinematográfica em filmes sonoros pela MGM em 1931.
O ator fez uma série de papéis coadjuvantes, fazia parte da chamada "lista B", atores que faziam vários filmes em um ano, mas apenas papéis pequenos. Mesmo assim, Young atuou com grandes estrelas da época e teve alguns papéis importantes.
No fim dos anos 1940 sua carreira no cinema entrou em declínio. A partir daí voltou-se para a TV e rádio. Fez muito sucesso, recebendo vários prêmios por seu trabalho na TV. Recebeu um prêmio BAFTA em 1979, pelo curta-metragem que dirigiu chamado Twenty Times More Likely (1978). Foi premiado com o Emmy em 1957 e 1958 pela atuação no seriado Father Knows Best (no Brasil, "Papai Sabe tudo"), e em 1970, por Marcus Welby, M.D.. Em 1972 recebeu o Golden Globe Award de Melhor Ator (série dramática) em televisão por Marcus Welby, M.D..
Young foi casado uma única vez, de 1933 até 1994, quando sua esposa e mãe de suas quatro filhas faleceu. Robert sofria de depressão e alcoolismo, problemas que ele só falou abertamente após uma tentativa de suicidio em 1991. Nessa época criou um intituição para ajudar pessoas que passavam por esses problemas. Robert Young morreu em casa, aos 91 anos, de insuficiência respiratória.
Tem duas estrelas na calçada da Fama, uma pela atuação na televisão, em 6358 Hollywood Boulevard, e a outra pela atuação no cinema, em 6933 Hollywood Boulevard.

## Filmografia

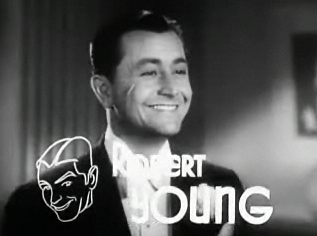
Robert Young em Dangerous Number (1937).

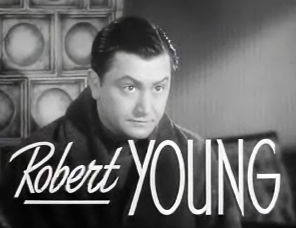
Bridal Suite (1939).

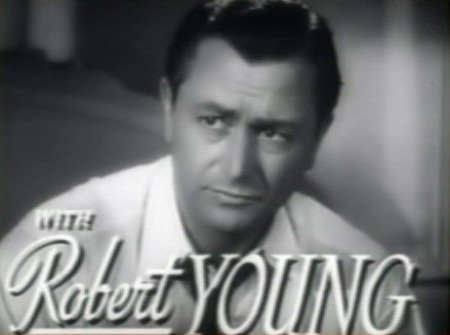
Journey for Margaret (1942).

- Marcus Welby, M.D.: A Holiday Affair (1988) (TV)
- A Conspiracy of Love (1987) (TV)
- Mercy or Murder? (1987) (TV)
- The Return of Marcus Welby, M.D. (1984) (TV)
- Little Women (1978) (TV)
- Father Knows Best: Home for Christmas (1977) (TV)
- My Darling Daughters' Anniversary (1973) (TV)
- All My Darling Daughters (1972) (TV)
- Vanished (1971) (TV)
- Marcus Welby, M.D. (1969) (TV)
- Secret of the Incas (1954)
- The Half-Breed (1952)
- Goodbye, My Fancy (1951)
- The Second Woman (1950)
- And Baby Makes Three (1949)
- Bride for Sale (1949)
- That Forsyte Woman (1949)
- Adventure in Baltimore (1949)
- Sitting Pretty (1948)
- Relentless (1948)
- Crossfire (1947)
- They Won't Believe Me (1947)
- Lady Luck (1946)
- The Searching Wind (1946)
- Claudia and David (1946)
- Those Endearing Young Charms (1945)
- The Enchanted Cottage (1945)
- The Canterville Ghost (1944)
- Claudia (1943)
- Sweet Rosie O'Grady (1943)
- Slightly Dangerous (1943)
- Journey for Margaret (1942)
- Cairo (1942)
- Joe Smith, American (1942)
- H.M. Pulham, Esq. (1941)
- Married Bachelor (1941)
- Lady Be Good (1941)
- The Trial of Mary Dugan (1941)
- Wester Union (1941)
- Dr. Kildare's Crisis (1940)
- Sporting Blood (1940)
- The Mortal Storm (1940)
- Florian (1940)
- Northwest Passage (1940)
- Miracles for Sale (1939)
- Maisie (1939)
- Bridal Suite (1939)
- Honolulu (1939)
- The Shining Hour (1938)
- Rich Man, Poor Girl (1938)
- The Toy Wife (1938)
- Josette (1938)
- Three Comrades (1938)
- Paradise for Three (1938)
- Navy Blue and Gold (1937)
- The Bride Wore Red (1937)
- The Emperor's Candlesticks (1937)
- Married Before Breakfast (1937)
- I Met Him in Paris (1937)
- Dangerous Number (1937)
- Stowaway (1936)
- The Longest Night (1936)
- Sworn Enemy (1936)
- The Bride Walks Out (1936)
- Secret Agent (1936)
- The Three Wise Guys (1936)
- It's Love Again (1936)
- The Bride Comes Home (1935)
- Remember Last Night? (1935)
- Red Salute (1935)
- Calm Yourself (1935)
- Vagabond Lady (1935)
- West Point of the Air (1935)
- The Band Plays On (1934)
- Death on the Diamond (1934)
- Paris Interlude (1934)
- Whom the Gods Destroy (1934)
- Lazy River (1934)
- The House of Rothschild (1934)
- Spitfire (1934)
- Carolina (1934)
- The Right to Romance' (1933)
- Saturday's Millions' (1933)
- Tugboat Annie (1933)
- Hell Below (1933)
- Today We Live (1933)
- Men Must Fight (1933)
- Strange Interlude (1932)
- The Kid from Spain (1932)
- Unashamed (1932)
- New Morals for Old (1932)
- The Wet Parade (1932)
- Hell Divers (1931)
- The Guilty Generation (1931)
- The Sin of Madelon Claudet (1931)
- The Black Camel (1931)
- The Campus Vamp (1928)